# Церковь Петра и Павла (Ростов-на-Дону)
Церковь Святых апостолов Петра и Павла — утраченный Евангелическо-лютеранский храм в Ростове-на-Дону. Был построен в 1888 году в районе пересечения современных улицы Седова и проспекта Соколова. Церковь была снесена в 1940-х годах.

## История

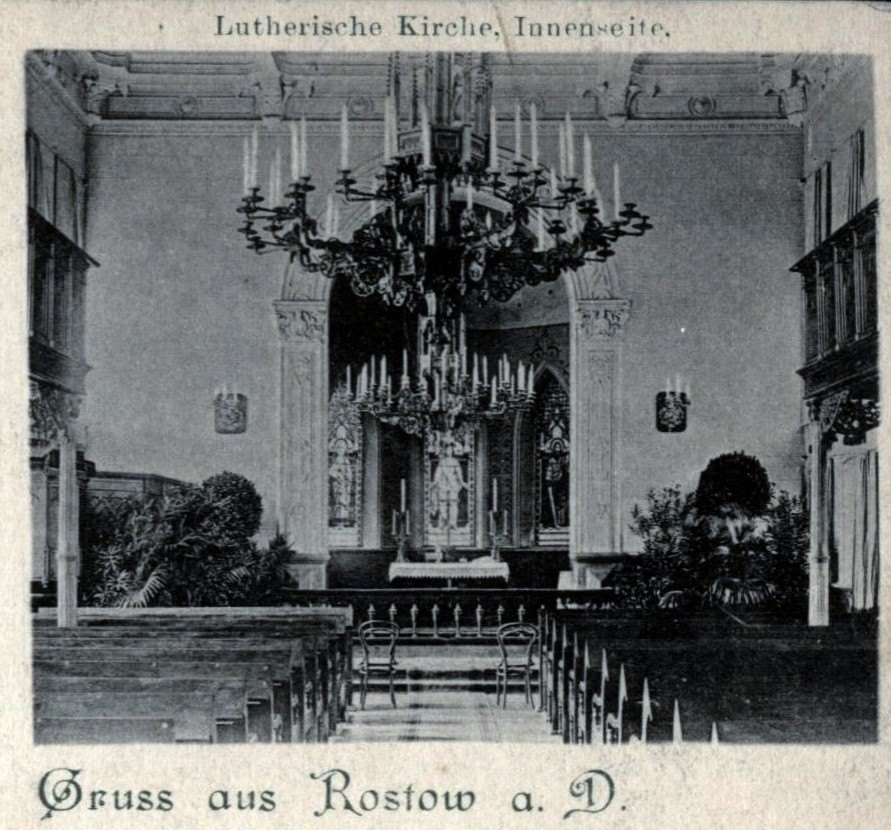
Внутреннее убранство церкви

Документально известно, что евангелическо-лютеранская община существовала в Ростове-на-Дону уже в середине XIX века. Общество лютеран подало в городскую думу прошение о строительстве кирхи, и 12 февраля 1881 года это прошение было удовлетворено. Дума постановила отвести для строительства лютеранской церкви и школы участок на Бульварной улице шириной около 15 саженей и длиной около 35 саженей, «но с тем непременным условием, чтобы обществом был устроен сквер, в который допускалась бы публика для гуляния беспрепятственно».
Торжественная церемония закладки церкви состоялась 9 июля 1883 года. Проект храма был разработан инженером А. А. Касселем. Строительство велось под надзором городских архитекторов Н. А. Дорошенко и Н. М. Соколова. В состав строительной комиссии входили члены лютеранской общины К. X. Ионсен и К. Ф. Курдт. Лепные работы исполнил скульптор Шлютер. Витражи с изображениями Иисуса Христа и апостолов Петра и Павла были изготовлены в Вене. Орган был изготовлен на фабрике Валкер в немецком Людвигсбурге, а колокол — на ростовском заводе Е. М. Василенко. Стоимость органа составила до 4 тысяч рублей, а колокола — до 800 рублей. Общая стоимость строительства церкви составила 30 тысяч рублей.
Евангелическо-лютеранская церковь во имя Святых апостолов Петра и Павла была торжественно освящена 1 мая 1888 года. Хотя общественный сквер на территории церкви так и не был создан, городская управа согласилась, что он нежелателен. В 1898 году на территории лютеранской кирхи был построен двухэтажный кирпичный дом, где разместилась школа, квартиры пастора и органиста. Фасадом дом выходил на бульварную улицу (ныне улица Седова). В школу при церкви принимали детей обоего пола, это было училище третьего разряда. В школе преподавали как русские, так и немецкие учителя. При церкви был организован хор. В праздничные дни в лютеранской кирхе проводились концерты с органной музыкой и хоровым пением.
В 1920—1921 годах архив церкви был сдан в Донкрайбюро. В это же время дом пастора был занят Чрезвычайной ревизией от Совета Труда и Обороны республики. В годы Великой Отечественной войны церковь серьёзно пострадала: «остался только кирпичный остов с частично разрушенными стенами». 16 февраля 1945 года исполком Ростовского областного совета предложил восстановить здание и передать его Азово-Доно-Кубанскому спортивному обществу «Водник». Но уже 3 мая исполком Ростгорсовета принял решение, что «в связи с тем, что по плану реконструкции города указанное здание подлежит сносу, это здание не может быть передано для восстановления».
До наших дней сохранился дом пастора. Участок земли, где стояла церковь, до начала 2000-х годов оставался не застроенным. Лютеране Ростова-на-Дону пытались добиться восстановления кирхи на прежнем месте. Но в 2002 году земельный участок был передан частному лицу, и там построили офисный центр «Балканы».